# Mordella pygmaea
Mordella pygmaea es una especie de coleóptero de la familia Mordellidae.

## Distribución geográfica
Habita en Tasmania (Australia).